# مصطفى يافوز
مصطفى يافوز (بالألمانية: Mustafa Yavuz)‏ (13 أبريل 1994 - ) هو لاعب كرة قدم نمساوي في مركز الدفاع. لعب مع أدميرا فاكر مودلينغ و1. Wiener Neustädter SC ‏ و1. سيميرينغر وفيفورتنير ‏.

## وصلات خارجية
- مصطفى يافوز على موقع قاعدة بيانات كرة القدم.إي يو (الإنجليزية)
- مصطفى يافوز على موقع Soccerway.com (الإنجليزية)
- مصطفى يافوز على موقع عالم كرة القدم.نت (الإنجليزية)